# Szan (góry)

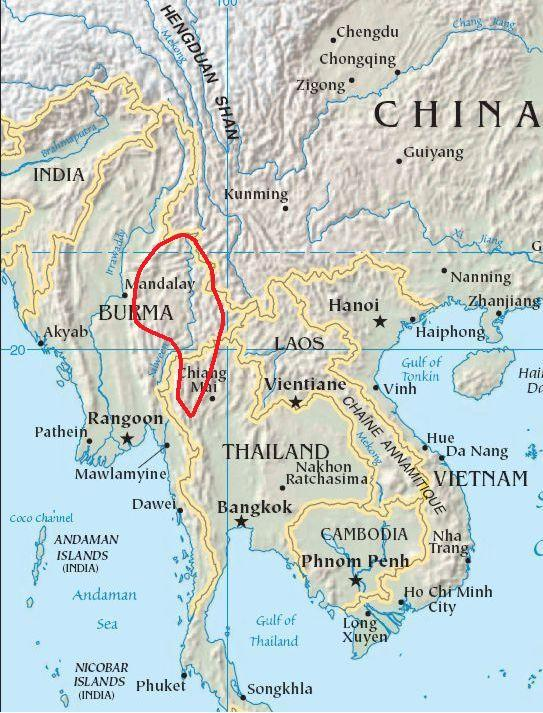
Góry Szan

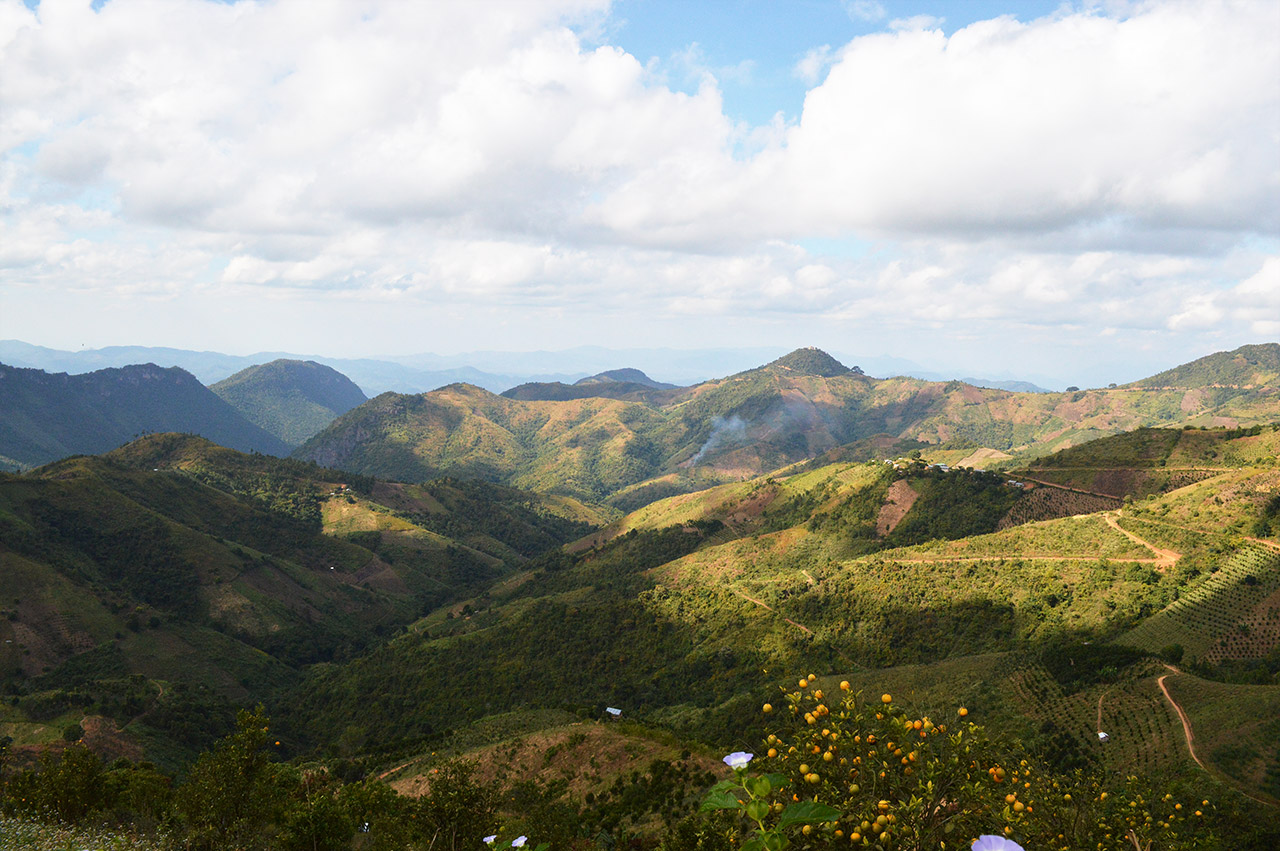
Widok południowej części gór Szan

Szan, Góry Szan, Wzgórza Szan (Shan Yoma) – obszar górsko-wyżynny w południowo-wschodniej Azji.
Góry Szan znajdują się w chińskiej prowincji Junnan, wschodniej Birmie oraz północno-zachodniej Tajlandii. Tworzą jakby przedgórze Himalajów, które leżą na północnym zachodzie.
Najwyższym szczytem jest Loi Leng o wysokości 2.673 m n.p.m. Inne szczyty, to: Mong Ling Shan (2.565 m n.p.m.), Doi Inthanon (2.565 m n.p.m.) i Loi Pangnao (2.563 m n.p.m.).
Góry Szan składają się z pasm górskich, głęboko wciętych dolin rzecznych i wysoko wypiętrzonych masywów.
Góry Szan są fragmentem pasma mezozoicznego Półwyspu Indochińskiego, a dokładnie jego zachodniej części. Na sfałdowanych utworach paleozoicznych i dolnomezozoicznych leżą osady molasowe dolnej jury, a wyżej neogeńskie osady rzeczno-jeziorne. W skałach wapiennych rozwinęły się zjawiska krasowe. Występuje tu srebro i rubiny.